# NGC 4490
NGC 4490 is een balkspiraalstelsel in het sterrenbeeld Jachthonden. Het hemelobject werd op 14 januari 1788 ontdekt door de Duits-Britse astronoom William Herschel.

## Synoniemen
- UGC 7651
- MCG 7-26-14
- ZWG 216.8
- KCPG 341B
- Arp 269
- VV 30
- PGC 41333